# HD 159353
HD 159353，又名BD+16 3218，SAO 102917、HR 6542，是一颗恒星，视星等为5.69，位于銀經39.51，銀緯24.36，其B1900.0坐标为赤經17h 29m 10.9s，赤緯+16° 24.36′ 18″。